# Архиепархия Канзас-Сити (Канзас)

Герб епархии Канзас-Сити в Канзасе

Архиепархия Канзас-Сити в Канзасе (лат. Archidioecesis Kansanopolitana) — архиепархия Римско-Католической церкви с центром в городе Канзас-Сити, США. В митрополию Канзас-Сити входят епархии Додж-Сити, Салайны, Уичито. Кафедральным собором архиепархии Канзаса является Собор святого Петра.

## История
19 декабря 1850 года Святой Престол учредил Апостольский викариат Индейских территорий к Востоку от Скалистых гор, выделив его из епархии Нового Орлеана. В юрисдикцию Апостольского викариат Индейских территорий к Востоку от Скалистых гор входили штаты Канзас, Небраска, Северная и Южная Дакота, Колорадо, Вайоминг и Монтана.
6 января 1857 года Апостольский викариат Индейских территорий к Востоку от Скалистых гор передал часть своей территории новому Апостольскому викариату Небраски (сегодня — Архиепархия Омахи) и был переименован в Апостольский викариат Канзаса.
22 мая 1857 года Апостольский викариат Канзаса был преобразован в епархию Ливенворта, которая вступила в митрополию Сент-Луиса. 2 августа 1887 года епархия Ливенпорта передала часть своей территории новым епархиям Конкордии (сегодня — Епархия Салайны) и Уичито.
10 мая 1897 года епархия Ливенпорта была переименована в епархию Канзас-Сити.
9 августа 1952 года Римский папа Пий XII издал буллу Grave sane officium, которой возвёл епархию Канзас-Сити была возведена в ранг архиепархии.

## Ординарии архиепархии
- епископ Джон Баптист Мьеж[англ.] (23.07.1850 — 18.11.1874)
- епископ Луи Мэри Финк[англ.] (18.11.1874 — 17.03.1904)
- епископ Томас Фрэнсис Лиллис[англ.] (24.10.1904 — 14.03.1910) — назначен епископом-коадъютором, позднее епископом Канзас-Сити (Миссури)
- епископ Джон Чемберлен Уорд[англ.] (25.11.1910 — 20.04.1929)
- епископ Фрэнсис Йоханнес[англ.] (20.04.1929 — 13.03.1937)
- епископ Пол Кларенс Шульте[англ.] (29.03.1937 — 20.07.1946) — назначен архиепископом Индианаполиса
- епископ Джордж Джозеф Доннелли[англ.] (09.11.1946 — 13.12.1950)
- архиепископ Эдвард Джозеф Ханкелер[англ.] (31.03.1951 — 10.09.1969)
- архиепископ Игнатиус Жером Стрекер[англ.] (10.09.1969 — 28.06.1993)
- архиепископ Джеймс Патрик Келехер[англ.] (28.06.1993 — 15.01.2005)
- архиепископ Джозеф Фред Науманн[англ.] (15.01.2005 — 08.04.2025)
- архиепископ Уильям Шон Макнайт[англ.] (c 08.04.2025)

## Источник
- Annuario Pontificio, Libreria Editrice Vaticana, Città del Vaticano, 2003, ISBN 88-209-7422-3;
- Булла Grave sane officium Архивная копия от 27 марта 2010 на Wayback Machine, AAS 45 (1953), стр. 166  (лат.).